# Ириновский
Ириновский — посёлок в Балашовском районе Саратовской области в составе сельского поселения Октябрьское муниципальное образование.

## География
Находится на расстоянии примерно 27 километров по прямой на север от районного центра города Балашов (город).

## История
Основан в начале XX века.

## Население
| 2002 | 2010 |
| ---- | ---- |
| 146  | ↘105 |

Постоянное население составляло 146 чел.(88 % русские) в 2002 году, 105 в 2010.